# Stephan Klarer
Stephan Klarer (* 1972 in Zürich) ist ein Schweizer Dirigent, Chorleiter und Musikwissenschaftler. Er ist Spezialist für Gregorianik (gregorianischen Choral) und deren handschriftenbasierte Aufführungspraxis (gregorianische Semiologie). Er ist Dozent und wissenschaftlicher Mitarbeiter an der Zürcher Hochschule der Künste ZHdK und leitet den Jungen Konzertchor Zürich.

## Ausbildung
Stephan Klarer wurde 1972 in Zürich geboren. In der Jugendmusik Zürich 11 lernte er Fagott, bei Johannes Fuchs nahm er Gesangsunterricht.  Am Konservatorium Zürich studierte er Fagott (Orchesterdiplom 1993), bildete sich aber auch sängerisch weiter. Parallel dazu belegte er Dirigierstudien an der Diözesanen Kirchenmusikschule St. Gallen. Bei P. Roman Bannwart besuchte Klarer Gregorianik-Vorlesungen an der Universität Zürich, sang in verschiedenen Choralscholen. An der Musikhochschule Zürich erlangte er das Kapellmeisterdiplom (1997) bei den Hauptdozenten Ralf Weikert und Manfred Honeck. Anschliessend absolvierte er an der Hochschule für Musik und Theater Zürich ein Studium in Chorleitung/Kirchenmusik (Kantorendiplom 1998) bei Beat Schäfer.
Klarer besuchte Meisterkurse bei Helmuth Rilling, Eric Ericson, Masaaki Suzuki und Georg Christoph Biller. Von 2015 bis 2020 studierte er Musikwissenschaft an der Doktoratsschule der Universität für Musik und darstellende Kunst Graz. Im September 2020 wurde er dort mit einer Dissertation über Pater Roman Bannwart und die Einsiedler Choralpraxis zum Philosophical doctor (PhD) in Musikwissenschaft promoviert (Doktorväter: Dominik Sackmann und Franz Karl Praßl).

## Wirken
Von 1987 bis 2002 leitete Stephan Klarer verschiedene vokale und instrumentale Ensembles, u. a. den Chor der katholischen Kirchgemeinde Maria Krönung Zürich-Witikon und den Orchesterverein Oerlikon. Während dieser Zeit war er auch als Fagottist und Sänger in verschiedenen Orchestern und Ensembles engagiert. Von 1993 bis 2008 war er Zuzüger und Bühnenmusiker der Philharmonia Zürich. Von 1994 bis 2007 war er hauptamtlicher Kirchenmusiker (Chorleiter) an der Liebfrauenkirche Zürich und baute dort das vokalmusikalische Angebot aus. Von 2008 bis 2014 war er Leiter der Kantorei Zürich Wiedikon mit vier Chören und einer angegliederten Singschule. Ständiges Begleitorchester seiner Chöre war das von ihm gegründete Collegium Musicum 07 Zürich. Ab 2003 war er künstlerischer Leiter der Konzertreihe Geistliche Abendmusik. Im Rahmen seiner kirchenmusikalischen Tätigkeit leitete Stephan Klarer die Choralschola Zürich, ein auf gregorianischen Choral spezialisiertes Männerensemble. Mit der Choralschola Zürich konzertierte er neben liturgischen Verpflichtungen in der ganzen Schweiz und im benachbarten Ausland. Das Ensemble sang an den offiziellen Schweizer Trauerfeiern (Fernsehübertragung) der Opfer von Luxor, Halifax und Zug.
1999 wurde Stephan Klarer Dozent für Chorleitung an der Zürcher Hochschule der Künste ZHdK (bzw. an deren Vorgängerorganisation HMT). Seit 2007 ist er an der ZHdK auch Studienleiter der kirchenmusikalischen Weiterbildungsangebote (DAS), zudem übernahm er seither Lehraufträge für Gregorianik, deutschen Liturgiegesang, Chor-Literaturkunde sowie Liturgik & Hymnologie. Er leitet an der Hochschule zwei vokale Ensembles, den Motettenchor ZHdk sowie die Choralschola ZHdK. Seit 2017 ist er neben seiner Dozententätigkeit auch wissenschaftlicher Mitarbeiter am Institute of Music Research der ZHdK. 2014 übernahm er die künstlerische Leitung des Jungen Konzertchors Zürich und ist als selbständiger Dirigent, Referent und Coach tätig. Seit 2019 ist er Mitglied der Arbeitsgruppe für die Melodierestitution gregorianischer Gesänge der AISCGre (Associazione Internazionale Studi di Canto Gregoriano) und seit 2020 im Team der Medieval Music Manuscripts Online Database.

## Publikationen
- Singende Mönche – Singende Gemeinde. Gregorianische Aufführungspraxis in der Schweiz. In: Wolfgang Müller, Franc Wagner (Hrsg.): Religion-Musik-Macht. Musikalische Dimensionen einer ästhetischen Theologie (= TeNOR Text und Normativität. Bd. 8). Basel 2021, S. 375–396, ISBN 978-3-7965-4170-4.
- Inga Behrendt, Johannes Berchmans Göschl, Stephan Klarer et al.: Vorschläge zur Restitution von Melodien in Ergänzung des Graduale Romanum, Teil 45. Beiträge zur Gregorianik. Band 69. Regensburg 2020, S. 9–36, ISSN 0935-9044.
- Stimmtechnische Voraussetzungen einer semiologisch orientierten Aufführungspraxis. In: Beiträge zur Gregorianik. Band 64. Regensburg 2017, S. 89–98, ISSN 0935-9044.